# Berthold Maria von Stauffenberg
Ne doit pas être confondu avec Berthold von Stauffenberg.
Pour les articles homonymes, voir Stauffenberg.
Berthold Maria von Stauffenberg (né le 3 juillet 1934 à Bamberg) est un général allemand de la Bundeswehr, fils de Claus von Stauffenberg et de Nina von Stauffenberg.

## Biographie
Il tient son nom de son oncle Berthold von Stauffenberg.

### Enfance
Il fut séparé de sa mère, au nom de la Sippenhaft, une partie de la guerre, à la suite du complot du 20 juillet 1944 contre Adolf Hitler auquel son père avait pris part. Il fut enfermé dans une « institution  spéciale », à Bad Sachsa, avec ses frères, sœurs et cousins.

## Carrière militaire
Diplômé de la Schule Schloss Salem, il entra dans l'armée en 1956, eut par la suite la responsabilité de la base militaire de Munster et devint général avant de partir à la retraite en 1994.

## Sources